# 하와이주의 기

하와이 주의 기

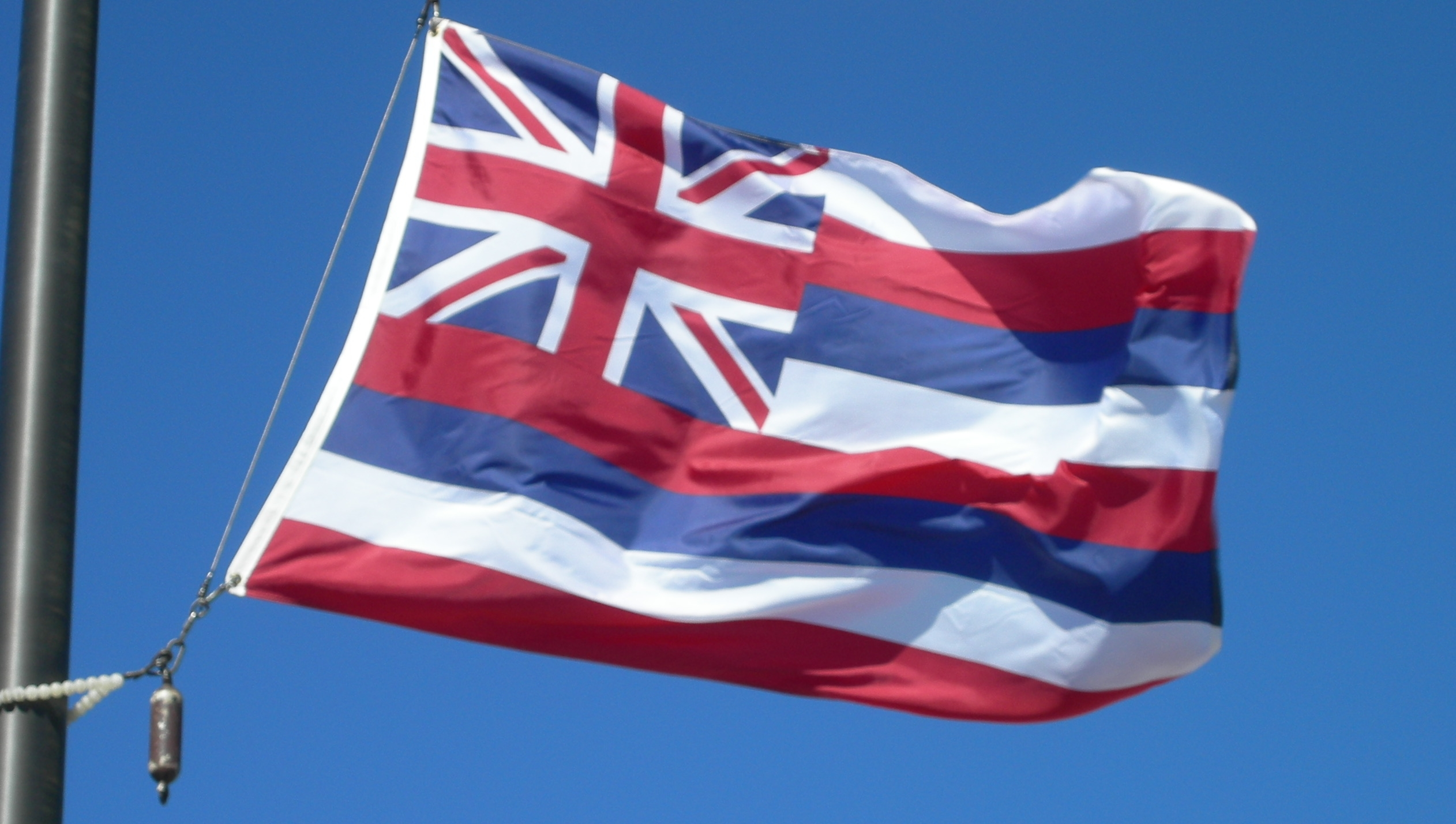
할레아칼라 국립공원에 게양된 하와이 주의 기

하와이의 기(하와이어: Ka Hae Hawaiʻi)는 미국의 하와이주를 상징하는 기이다. 미국의 주가 되기 이전까지는 하와이 왕국, 하와이 보호령, 하와이 공화국, 하와이 준주의 기로 사용되기도 하였으며, 미국의 50개의 주의 기 가운데 유일하게 영국의 국기 디자인이 그려진 형태의 기이기도 하다.
왼쪽 상단에는 영국의 국기가 그려져 있으며, 영국의 국기 바깥쪽에는 하얀색, 빨간색, 파란색 세 가지 색으로 구성된 8개의 가로 줄무늬가 그려져 있다. 8개의 가로 줄무늬는 하와이 제도를 구성하는 8개의 섬인 하와이섬, 오아후섬, 카우아이섬, 카호올라웨섬, 라나이섬, 마우이섬, 몰로카이섬, 니하우섬을 의미한다.
1990년부터 하와이 주에서는 매년 7월 31일을 하와이 주의 기의 날(Ka Hae Hawaiʻi Day)로 정하고 이를 기념한다.

## 역대 하와이 주의 기

1793년-1794년
1794년-1816년
1816년-1843년
1843년 2월-1843년 7월
1843년 7월-1893년 2월
1893년 2월-1893년 4월
1894년-1898년 하와이 공화국
1898년-1959년 하와이 준주
1959년-현재 하와이 주

## 같이 보기
- 미국의 주 문장 목록